# Assetto Corsa Competizione
Assetto Corsa Competizione (italienisch für „Rennsetup“, „Wettbewerb“) ist eine Rennsimulation für Sportwagen, die vom italienischen Videospielentwickler Kunos Simulazioni entwickelt wurde. Das Spiel konzentriert sich auf GT3- und GT4-Autos und ist eine offiziell lizenzierte Simulation der 2018 und 2019 stattfindenden Blancpain Sprint Series und Endurance Cups sowie der Total 24 Hours of Spa und soll als Plattform für den E-Sport dienen. Der Vorgänger ist Assetto Corsa, welcher sich auf eine breitere Auswahl an Rennserien mit einer größeren Fahrzeugauswahl konzentriert.
Kunos Simulazioni kündigte das Spiel am 21. Februar 2018 mit einer Steam Early-Access-Veröffentlichung im Sommer 2018 an. Am 27. Juli 2018 wurde auf der Total-24-Hours-of-Spa-2018-SRO-Pressekonferenz ein Early-Access-Veröffentlichungsdatum am 12. September 2018 und eine Roadmap mit monatlichen Updates bis zur vollständigen Veröffentlichung im ersten Quartal 2019 enthüllt. Es wurde am 29. Mai 2019 aus dem Early Access heraus veröffentlicht. Am 11. März 2020 kündigten Publisher 505 Games und Kunos Simulazioni Portierungen für PlayStation 4 und Xbox One an, die am 23. Juni 2020 veröffentlicht wurden. Versionen für PlayStation 5 und Xbox Series X/S wurden auf der Gamescom 2021 angekündigt und am 24. Februar 2022 veröffentlicht.

## Gameplay
Assetto Corsa Competizione ist eine Rennsimulation, in der Spieler offline gegen die KI oder online gegen andere Spieler antreten können. Er umfasst die Spielmodi Offline-Karriere, benutzerdefinierte Meisterschaft, benutzerdefinierte Rennen und spezielle Events sowie Online-Multiplayer. Die Sitzungsarten sind Freies Training, Hotlap, Superpole, Hot Stint, Schnelles Rennen (ein Rennen von bis zu einer Stunde Dauer), Sprint-Rennwochenende (mit bis zu zwei Trainings- und zwei Qualifizierungssitzungen und zwei Rennen von bis zu einer Stunde Dauer) und Langstrecken-Rennwochenende (mit bis zu zwei Trainings- und vier Qualifizierungssitzungen und einer Top-Ten-Superpole sowie einem oder zwei Rennen von jeweils einer bis vierundzwanzig Stunden Dauer).
In den Offline-Modi können die Rennen gespeichert und mitten in der Sitzung wieder aufgenommen werden. Die Startaufstellungen im Offline-Modus werden automatisch erstellt, je nachdem, welche Serie und Saison der Spieler gewählt hat. Alternativ können die Rennen auch als Einzelrennen ausgetragen werden, was die Erstellung von Serien wie Porsche Carrera Cup, Lamborghini Super Trofeo oder Audi R8 LMS Cup ermöglicht. Die Fahrzeugauswahl im Mehrspielermodus ist frei, es sei denn, sie wird über die Servereinstellungen festgelegt.

## Entwicklung
Bei der Entwicklung von Assetto Corsa Competizione wurde von der eigens entwickelten Grafik-Engine, die im Vorgängertitel Assetto Corsa verwendet wurde, zur Unreal Engine 4 gewechselt, um die Unterstützung der Grafik-Engine für Nachtrennen und realistische Wetterbedingungen sicherzustellen. Mit der neuen Engine, einer Weiterentwicklung der im Vorgängertitel verwendeten Reifen- und Aerodynamikmodelle, Motion-Capture-Animationen, modernen Audiolösungen und der detaillierten Fokussierung auf eine einzige Serie und Fahrzeugklasse will der Entwickler einen höheren Standard an Fahrrealismus und Immersion für den neuen Titel erreichen. Alle zehn Rennstrecken der Blancpain GT Series-Saison 2018 sollen mit Laserscan-Technologie nachgebildet werden.
Auf der Gamescom 2018-Keynote von Nvidia wurde angekündigt, dass Assetto Corsa Competizione zu den ersten Titeln gehören wird, die Nvidia RTX-Echtzeit-Raytracing und Nvidia Ansel RTX auf GPUs der GeForce 20-Serie unterstützen.
Am 12. März 2020 wurde bekannt, dass D3T Ltd. mit Kunos Simulazioni und 505 Games zusammenarbeitet, um Assetto Corsa Competizione auf PlayStation 4 und Xbox One zu bringen.

## Kostenlose Aktualisierungen
Die Version 1.1 vom 23. Oktober 2019 fügte neue Fahrzeuge und Strecken aus der Saison 2019 hinzu, wie den Audi R8 LMS EVO, den Lamborghini Huracán GT3 EVO, den AMR V8 Vantage GT3, den Honda NSX GT3 EVO, den Porsche 911 GT3 R (991 II), den Circuit Zandvoort und 2019er Versionen des Circuit de Spa-Francorchamps, Circuit de Barcelona-Catalunya und Silverstone Circuit als Teil der Blancpain GT Series 2019 sowie der McLaren 720S GT3 als Teil des McLaren Shadow Project E-Sports-Wettbewerbs 2019 als kostenloses Update für das Spiel.
Die Version 1.2 vom 17. Dezember 2019 fügte einen Editor für benutzerdefinierte Fahrzeuglackierungen hinzu.
Die Versionen 1.3.10 vom 15. April 2020 und 1.3.12 vom 24. April 2020 fügten Lackierungen in Vorbereitung auf die E-Sports-Rennen der Saison 2020 hinzu, die anstelle von abgesagten oder verschobenen Real-Life-Events stattfanden.
Die Version 1.8 wurde am 24. November 2021 veröffentlicht. Zu den Highlights gehören DLSS-Unterstützung, der BMW M4 GT3, Lackierungen für die Saison 2021, Unterstützung offener Klassen und erhebliche Verbesserungen der Physik und des Reifenmodells (vollständige Liste).

## Downloaderweiterung
Der DLC Intercontinental GT Pack wurde am 4. Februar 2020 veröffentlicht und fügte dem Spiel Fahrzeuglackierungen sowie die Rennstrecken Bathurst, Laguna Seca, Kyalami und Suzuka der Intercontinental GT Challenge 2019 hinzu.
Am 11. März 2020 wurde der GT4 Pack-DLC angekündigt, der im Sommer 2020 für PC und im Herbst 2020 für Konsolen erschien, sowie der British GT Pack-DLC im Winter.
Der BMW M4 GT3 wurde im November 2021 als Bonusinhalt für die Saison 2021 veröffentlicht.
Das Challengers Pack fügt dem Spiel 5 neue Fahrzeuge hinzu, darunter: Audi R8 LMS GT3 Evo II (wird 2022 von Valentino Rossi gefahren), der BMW M2 CS, Ferrari 488 GT3 Challenge Evo, Lamborghini Huracan Super Trofeo EVO 2 und Porsche 911 GT3 Cup.
Das American Track Pack wurde am 30. Juni 2022 veröffentlicht und enthält 3 ikonische Rennstrecken aus den USA: Circuit of The Americas, Indianapolis Motor Speedway und Watkins Glen.
Das 2023 GT World Challenge Pack wurde am 27. Juni 2023 veröffentlicht und fügte der Simulation drei Fahrzeuge (Ferrari 296 GT3, Lamborghini Huracan GT3 EVO2 und Porsche 911 GT3 R (2023)) sowie die Rennstrecke Circuit Ricardo Tormo hinzu.
Am 24. Januar 2024 wurde das GT2 Pack veröffentlicht, welches neben dem Red Bull Ring in Österreich folgende Autos hinzufügte: KTM X-Bow GT2, Maserati GT2, Audi R8 LMS GT2, Mercedes-AMG GT2, Porsche GT2 RS CS Evo.
Am 1. April 2024 wurde ein DLC veröffentlicht, welcher die Nürburgring Nordschleife in der 24h Variante hinzufügte.

## Inhalte

### Liste aller Fahrzeuge
- Stand: 25. Januar 2024

| Fahrzeug                               | Enthalten in                     |
| -------------------------------------- | -------------------------------- |
| AMR V12 Vantage GT3                    | Hauptspiel                       |
| AMR V8 Vantage GT3                     | Hauptspiel                       |
| Audi R8 LMS                            | Hauptspiel                       |
| Audi R8 LMS Evo                        | Hauptspiel                       |
| Audi R8 LMS EVO II                     | Hauptspiel                       |
| Bentley Continental GT3                | Hauptspiel                       |
| Bentley Continental GT3 2015           | Hauptspiel                       |
| Bentley Continental GT3 2018           | Hauptspiel                       |
| BMW M4 GT3 2022                        | Hauptspiel                       |
| BMW M6 GT3                             | Hauptspiel                       |
| Emil Frey Jaguar G3                    | Hauptspiel                       |
| Ferrari 488 GT3                        | Hauptspiel                       |
| Honda NSX GT3                          | Hauptspiel                       |
| Honda NSX GT3 Evo                      | Hauptspiel                       |
| Lamborghini Huracan GT3                | Hauptspiel                       |
| Lamborghini Huracan GT3 Evo            | Hauptspiel                       |
| Lamborghini Huracan ST                 | Hauptspiel                       |
| Lexus RC F GT3                         | Hauptspiel                       |
| McLaren 650S GT3                       | Hauptspiel                       |
| McLaren 720S GT3                       | Hauptspiel                       |
| Mercedes AMG GT3                       | Hauptspiel                       |
| Nissan GT R Nismo GT3                  | Hauptspiel                       |
| Nissan GT R Nismo GT3 2015             | Hauptspiel                       |
| Nissan GT R Nismo GT3 2018             | Hauptspiel                       |
| Porsche 991 GT3 R                      | Hauptspiel                       |
| Porsche 991II GT3 R                    | Hauptspiel                       |
| Reiter Engineering R EX GT3            | Hauptspiel                       |
| Alpine A110 GT4                        | GT4 Pack (1)                     |
| Aston Martin Vantage GT4               | GT4 Pack (1)                     |
| Audi R8 LMS GT4                        | GT4 Pack (1)                     |
| BMW M4 GT4                             | GT4 Pack (1)                     |
| Chevrolet Camaro GT4R                  | GT4 Pack (1)                     |
| Ginetta G55 GT4                        | GT4 Pack (1)                     |
| KTM X-Bow GT4                          | GT4 Pack (1)                     |
| Maserati MC GT4                        | GT4 Pack (1)                     |
| Mclaren 570S GT4                       | GT4 Pack (1)                     |
| Mercedes AMG GT4                       | GT4 Pack (1)                     |
| Porsche 718 Cayman GT4 Clubsport       | GT4 Pack (1)                     |
| Audi R8 LMS GT3 Evo II                 | Challengers Pack (1)             |
| BMW M2 CS Racing                       | Challengers Pack (1)             |
| Ferrari 488 GT3 Challenge Evo          | Challengers Pack (1)             |
| Lamborghini Huracan Super Trofeo EVO 2 | Challengers Pack (1)             |
| Porsche 911 GT3 Cup (Type 992)         | Challengers Pack (1)             |
| Ferrari 488 GT3 Evo                    | 2020 GT World Challenge Pack (1) |
| Mercedes AMG GT3 Evo                   | 2020 GT World Challenge Pack (1) |
| Ferrari 296 GT3                        | 2023 GT World Challenge Pack (1) |
| Lamborghini Huracan GT3 EVO2           | 2023 GT World Challenge Pack (1) |
| Porsche 911 GT3 R (2023)               | 2023 GT World Challenge Pack (1) |
| KTM X-Bow GT2                          | GT2 Pack (1)                     |
| Maserati GT2                           | GT2 Pack (1)                     |
| Audi R8 LMS GT2                        | GT2 Pack (1)                     |
| Mercedes-AMG GT2                       | GT2 Pack (1)                     |
| Porsche GT2 RS CS Evo                  | GT2 Pack (1)                     |

1 kostenpflichtiger DLC

### Liste aller Strecken
Stand: 1. April 2024
| Strecke                        | Enthalten in                     |
| ------------------------------ | -------------------------------- |
| Circuit de Barcelona-Catalunya | Hauptspiel                       |
| Brands Hatch Grand Prix        | Hauptspiel                       |
| Hungaroring                    | Hauptspiel                       |
| Misano                         | Hauptspiel                       |
| Monza Circuit                  | Hauptspiel                       |
| Nürburgring                    | Hauptspiel                       |
| Paul Ricard                    | Hauptspiel                       |
| Silverstone Circuit            | Hauptspiel                       |
| Spa-Francorchamps              | Hauptspiel                       |
| Circuit Zandvoort              | Hauptspiel                       |
| Circuit Zolder                 | Hauptspiel                       |
| Imola                          | 2020 GT World Challenge Pack (1) |
| Circuit of The Americas        | American Track Pack (1)          |
| Indianapolis 2012              | American Track Pack (1)          |
| Watkins Glen International     | American Track Pack (1)          |
| Donington Park                 | British GT Pack (1)              |
| Oulton Park                    | British GT Pack (1)              |
| Snetterton Circuit             | British GT Pack (1)              |
| Kyalami                        | The Intercontinental GT Pack (1) |
| Bathurst Circuit               | The Intercontinental GT Pack (1) |
| Laguna Seca Raceway            | The Intercontinental GT Pack (1) |
| Suzuka Circuit                 | The Intercontinental GT Pack (1) |
| Circuit Ricardo Tormo          | 2023 GT World Challenge Pack (1) |
| Österreich Red Bull Ring       | GT2 Pack (1)                     |
| Nürburgring Nordschleife       | Nürburgring 24h Pack (1)         |

1 kostenpflichtiger DLC

## E-Sport
Im Rahmen eines Hot-Lap-Wettbewerbs am Thrustmaster-Stand war Assetto Corsa Competizione erstmals auf der E3 2018 spielbar. Während des Total-24-Hours-of-Spa-Wochenendes 2018 wurde ein Hot-Lap-Wettbewerb im Bereich des Pirelli-Fahrerlagers veranstaltet, der eine Siegerehrung auf dem Podium der Rennstrecke beinhaltete, als das eigentliche Rennen auf der Rennstrecke endete; es war das erste E-Sport-Projekt von SRO.
Am 27. März 2019 kündigte SRO die neue SRO E-Sport GT Series in Zusammenarbeit mit Kunos Simulazioni an, die für die Saison 2019 fünf Runden und die Fahrerklassen Am, Silver und Pro umfasst. Die erste Runde der SRO E-Sport GT Series-Meisterschaft 2019 wurde im Autodromo Nazionale Monza während des Rennwochenendes des Blancpain GT Series Endurance Cup 2019 ausgetragen. Die Sieger wurden wieder auf dem echten Podium nach den Klassenpodien des echten Rennens gekrönt.
Assetto Corsa Competizione war einer von vier Renntiteln im McLaren Shadow Project E-Sports-Wettbewerb 2019, mit einer Qualifikation vom 27. Oktober bis 7. November und einem großen Finale am 14. Dezember, das im McLaren Technology Centre stattfand.
Am 20. März 2020 kündigte die SRO Motorsports Group in Zusammenarbeit mit Kunos Simulazioni und Ak Informatica angesichts der COVID-19-Pandemie und der abgesagten oder verschobenen Motorsportveranstaltungen eine SRO E-Sports GT Series Charity Challenge für den 29. März 2020 an, an der das Autodromo Nazionale di Monza in Assetto Corsa Competizione sowie 90 Profi- und Sim-Fahrer teilnahmen; die Spenden kommen dem COVID-19 Solidarity Response Fund zugute.
Am 6. April 2020 kündigte SRO America ein GT Rivals Esports Invitational mit acht Runden und 32 Fahrzeugen an, an dem Fahrer von GT World Challenge America, Pirelli GT4 America, TC America und GT Sports Club America teilnahmen.
Am 10. April 2020 kündigten die SRO Motorsports Group, Kunos Simulazioni und Ak Informatica die SRO E-Sport-Meisterschaft 2020 an, die sich über fünf Runden erstreckt und an der 49 professionelle Fahrer teilnahmen.

## Rezeptionen
Laut dem Bewertungsportal Metacritic erhielten die PC- und PlayStation-5-Versionen „allgemein positive Bewertungen“, während die PlayStation-4- und Xbox-One-Versionen „allgemein gemischte Bewertungen“ erhielten.

## Nachfolger
Die Veröffentlichung in die Early-Access-Phase des Nachfolgers ist für den 16. Januar 2025 geplant. Er trägt den Namen Assetto Corsa EVO und wird auf Basis einer komplett neuen Engine entwickelt.